# 기노시타 도시후사

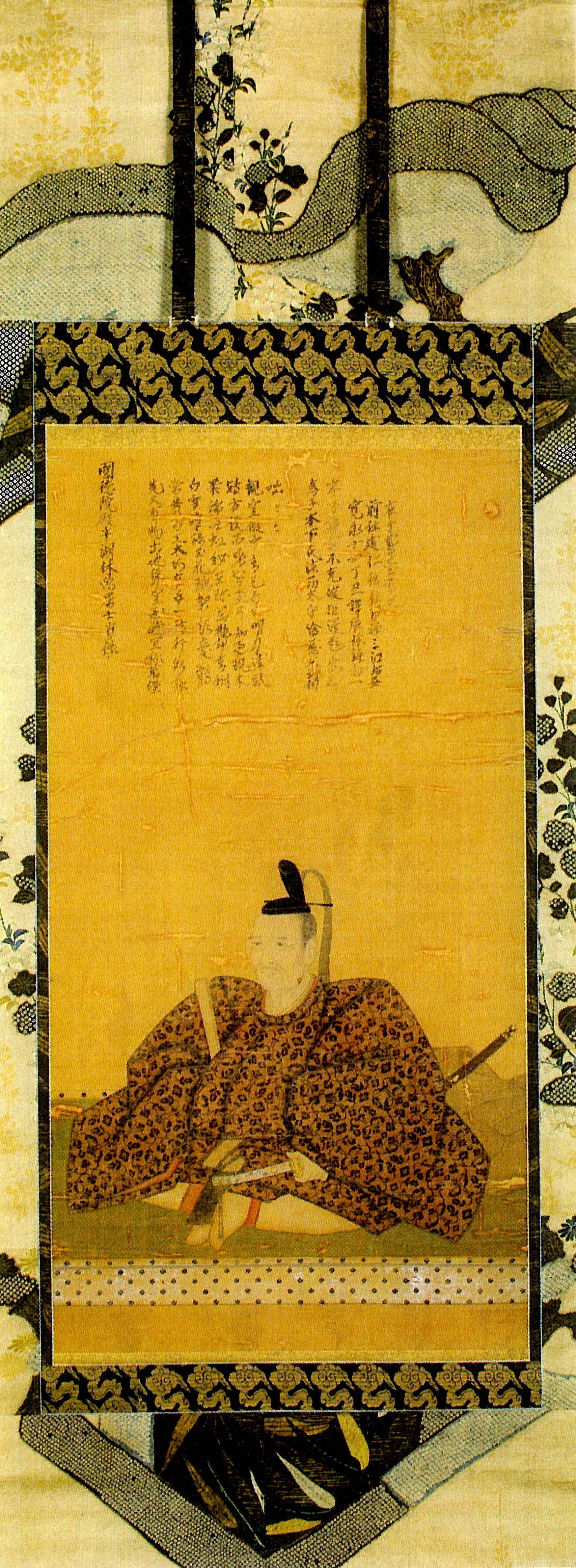
기노시타 도시후사

기노시타 도시후사(일본어: 木下利房)는 아즈치모모야마 시대부터 에도 시대 초기까지의 무장·다이묘이다.
- 출생 : 덴쇼 원년 (1573년)
- 사망 : 간에이 14년 6월 21일 (1637년 8월 11일)

기노시타 이에사다의 2남이며 어머니는 스기하라 이에쓰구의 딸이다. 형으로 기노시타 가쓰토시, 동생으로 기노시타 노부토시, 고바야카와 히데아키가 있다. 정실은 오다 노부카네의 딸이며, 게이시쓰(継室)는 신도 마사쓰구의 딸이다. 아들은 도시마사, 도시쓰구 등이 있다. 관위는 종오위하, 구나이쇼유(従五位下, 宮内少輔).

## 생애
1573년 기노시타 이에사다의 2남으로 태어났다. 다른 기록 중에는 기노시타 가문의 사료중에 도시후사와 그의 형 가쓰토시를 이에사다의 아들이 아닌, 와카사 다케다 씨의 당주 다케다 모토아키와 정실 교고쿠 다쓰코의 아들로 기록한 것도 있다.
친척(고모부)인 도요토미 히데요시에게 사관해 와카사의 다카하마(高浜) 2만 석을 받았다. 1600년 세키가하라 전투에서는 서군에 속해, 동군 측이 공략하던 다이쇼지 성에 원군을 보냈다. 전후 그 책임을 물어 영지를 몰수당했다.
그 후 아버지의 유산(빗추 아시모리 번 2만 5천석)을 둘러싸고 형 가쓰토시와 상속 다툼을 일으켰는데, 그 결과 유산을 도쿠가와 이에야스에게 몰수당한다. 하지만 오사카 전투에서 전공을 세워 다시금 빗추 아시모리 번 2만5천 석의 다이묘로 복직하게 된다.
| 전임 기노시타 이에사다 | 제2대 아시모리 번 번주 (기노시타가, 가쓰토시와 상속대립) 1608년 ~ 1609년 | 후임 아사노 나가아키라 |

| 전임 아사노 나가아키라 | 아시모리 번 번주 (재봉, 도시후사) 1615년 ~ 1637년 | 후임 기노시타 도시마사 |